# Macromia gerstaeckeri
Macromia gerstaeckeri là loài chuồn chuồn trong họ Macromiidae. Loài này được Krüger mô tả khoa học đầu tiên năm 1899.